# Dyddiau Du/Dark Days

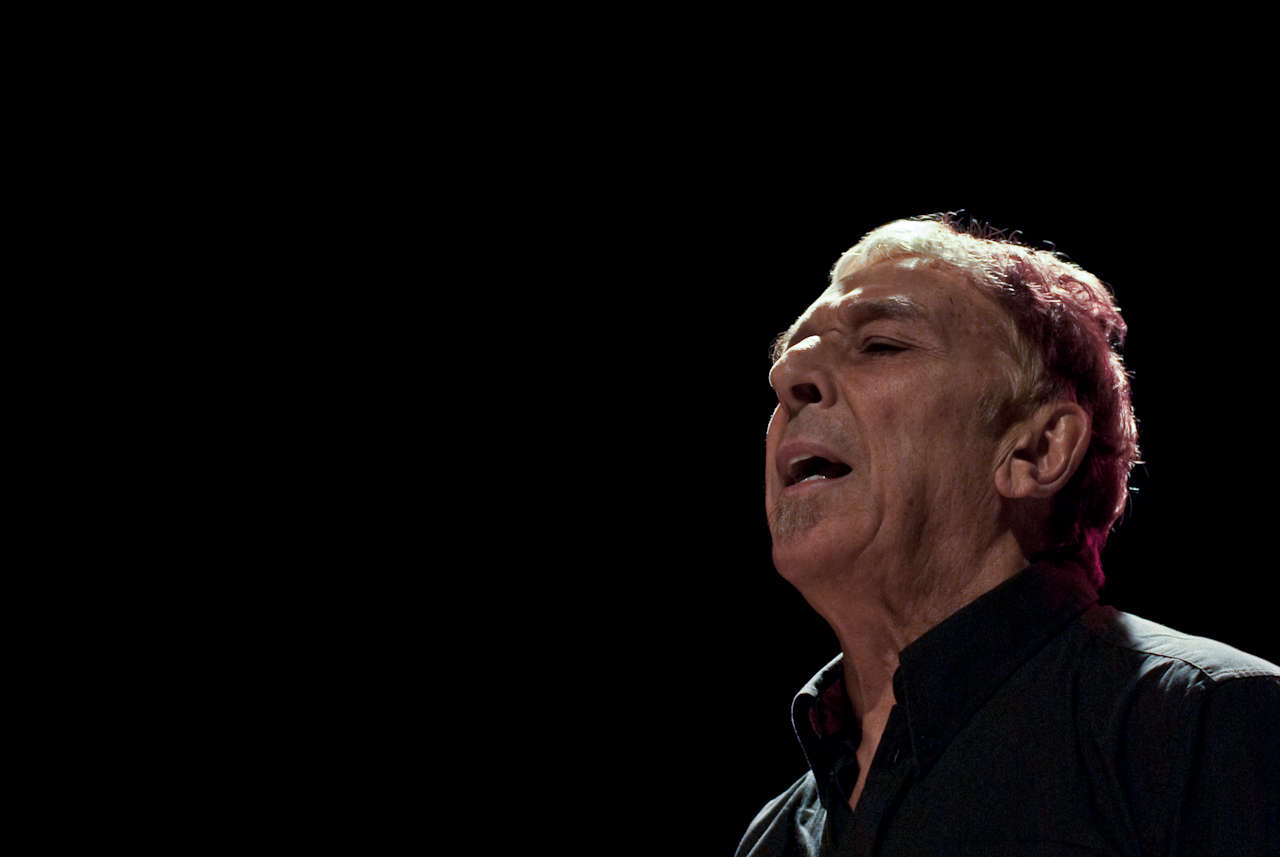
John Cale v roce 2011

Dyddiau Du/Dark Days je audiovizuální instalační dílo velšského hudebníka a hudebního skladatele Johna Calea. Hlavní inspirací pro tento projekt mu byla ztráta jeho rodného jazyka a vyrovnání se s ní.
Původně bylo vytvořeno pro třiapadesátý ročník přelídky moderního umění Biennale di Venezia v Benátkách, kde John Cale zastupoval Wales. Dílo, které zde bylo promítáno od 3. června do 22. listopadu, zachycuje Caleův vztah k Walesu, velšskému jazyku a také odahuluje problematiku komunikace a jedinečnosti bardské tradice země. Obsahuje například záběry z jeho rodného domu a okolních břidlicových lomů. Projekce filmu probíhala na pěti obrazovkách; celá prezentace byla dlouhá 46 minut a byla provázána různými hudebními záznamy. Ve filmu jsou slyšet například zvuky davu při ragbyovém zápase.
Dílo je rozděleno do čtyř částí nazvaných Maes-Y-Wern, Send Me Away, Dreaming in Vertigo a The Making of Unpretty. Počátek filmu zachycuje Johna Calea hrajícího na klavír ve velké místnosti, následuje přesun do přírody. Zde se Cale nachází v místech zaniklého břidlicového lomu. Následující část zobrazuje Caleův prázdný rodný dům ve vesnici Garnant a Cale při tom vypráví o svém dětství, kdy například nemohl mluvit s anglicky mluvícím otcem, jelikož on sám uměl pouze velšsky.
Po premiéře v Benátkách bylo dílo představeno také v dalších městech v různých zemích. Poprvé se tak stalo 22. ledna 2010 v rámci festivalu Mona Foma v Hobartu v Austrálii a následovaly dvě představení (9. a 10. července 2010) v Essenu v Německu. Od 8. října do 7. listopadu téhož roku pak bylo k vidění v muzeu National Waterfront Museum ve Swansea, ve dnech 25. března až 3. dubna 2011 v muzeu břidlice v Llanberisu na severu Walesu a od 9. července do 2. října 2011 pak v národním muzeu v Cardiffu.